# Tuca de Culebres
La Tuca de Culebres és una muntanya de 3.062 m d'altitud, amb una prominència de 15 m, que es troba al Massís de la Maladeta, a la província d'Osca (Aragó). El nom prové dels curiosos plegaments serpentejants que formen els estrats.
Un estret camí anomenat «Pas del Cavall» comunica a través de la carena amb el proper pic de Vallhiverna.